# Alec Potts
Alec Potts (n. 9 februarie 1996, City of Monash⁠(d), Victoria, Australia) este un arcaș ce a reprezentat Australia, medaliat olimpic. A participat la o ediție a Jocurilor Olimpice (2016) în care a câștigat o medalie de bronz.

## Participări
Lista de mai jos prezintă principalele competiții la care a participat Alec Potts de-a lungul carierei.
- Tiro com arco nos Jogos Olímpicos de Verão de 2016 - Equipes masculinas[*]